# Arno C. Gaebelein

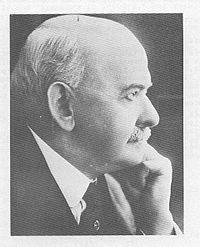
Arno C. Gaebelein

Arno Clemens Gaebelein (1861-1945) fue un ministro metodista en los Estados Unidos. Fue profesor y un destacado orador de conferencias. También fue el padre del educador y filósofo cristiano Frank E. Gaebelein.
Como era un dispensacionalista, fue un impulsor del movimiento en sus comienzos. En dos de sus libros,  Un análisis y exposición del Apocalipsis  y  Los Eventos actuales en la Luz de la Biblia  explica la visión escatológica del dispensacionalismo.
Gaebelein no apoyó a los sionistas cristianos cuando estos se aliaron con la organización sionista. En un discurso de 1905, declaró:

"El sionismo no es la restauración divinamente prometida a Israel ... el sionismo no es el cumplimiento de la gran cantidad de profecías que se encuentran en el Antiguo Testamento, relacionadas con el regreso de Israel a su tierra. De hecho, el sionismo tiene en muy poco uso el argumento de la Palabra de Dios. y es solamente un compromiso político y filantrópico, y en lugar de venir juntos ante Dios, invocando su nombre y confiando en Él, de que Él es capaz de realizar lo que Él ha prometido tantas veces, han venido hablando sobre sus riquezas, su influencia, su Banco Colonial, buscando el favor del sultán. El gran movimiento Sionista es uno de incredulidad y confianza en sí mismos, en lugar de los eternos propósitos de Dios"

Gaebelein también fue el editor de Nuestra Esperanza, un periódico cristiano, durante muchos años, y fue un cercano asistente del Dr. C. I. Scofield en su obra monumental, la Biblia de Referencia Scofield.

## Obras
- Un Análisis y Exposición del Apocalipsis
- Eventos actuales en la Luz de la Biblia
- La Biblia Anotada '", un comentario sobre el Antiguo y Nuevo Testamentos.
- La Armonía de la Palabra Profética , una clave escatológica para la profecía del Antiguo Testamento. (1903)
- El Profeta Daniel  (1911)
- La cuestión judía '"(1912)
- Cristo y la gloria '"(1918)
- La pregunta Sanadora (1925)
- El Cristo que conocemos '"(1927)
- El Conflicto de los Siglos: el misterio de iniquidad: Su Origen, Desarrollo Histórico y la próxima Derrota  (1933)  Archivado el 27 de diciembre de 2008 en Wayback Machine.